# Natale Evola
Natale Evola, beter bekend onder het pseudoniem Joe Diamond, (22 februari 1907 – New York, 28 augustus 1973) was een New Yorkse maffioso. Hij volgde Joseph Bonanno, de oprichter van de familie, op als hoofd van de Bonanno's. Joe Diamond werkte samen met maffialeiders Vito Genovese en Carlo Gambino.
In 1957 werd hij door de Amerikaanse autoriteiten geïdentificeerd op de Conferentie van Apalachin. Hij werd samen met nog een twintigtal andere maffiafiguren beschuldigd van samenzwering. De zaak werd uiteindelijk geseponeerd. Twee jaar later werd hij samen met Genovese beschuldigd van samenzwering in het kader van drugs.